# Abysskvlt
Abysskvlt ist eine seit 2014 aktive Funeral-Doom-Band.

## Geschichte
Das anonyme Projekt Abysskvlt wird seit 2014, vermeintlich von vier Personen, unterhalten. Die Selbstauskünfte beschreiben die Gruppe als Tibetanisch-Russisch, derweil die Verweise auf Tibet als Legende gewertet werden. Die Gruppe veröffentlichte die Alben Thanatochromia 2015 und Khaogenesis 2018 über Endless Winter. Beide Alben blieben international gering Beachtet. Das italienische Webzine InYourEyes lobte Thanatochromia als ein „großartiges Debüt“. Nach der Veröffentlichung des Albums Phur g.Yang auf Solitude Productions folgten solche im Selbstverlag. So das Live-Album Live in 2.4, das ausschließlich als Download veröffentlicht wurde und das Studioalbum mDzod Rum.

## Stil
Die von Abysskvlt gespielte Musik wird von der Band als ritueller Funeral Doom beworben. Als Ergänzung der regulären Metal-Besetzung kommen diverse folkloristisch archaisch anmutende Instrumente zum Einsatz. Die Musik wird für das Webzine InYourEyes dem Ambient Funeral Doom zugerechnet und mit der des ebenfalls anonymen Projektes Ea verglichen. Die Musik sei auf eine „emotionale Wirkung“ hin ausgerichtet, diese entstünde aus dem als „Wand“ wahrgenommenen Einsatz von Gitarren und Keyboards sowie dem stark reduzierten Tempo. Hierbei bewege ich die Musik in stereotypen Formen des Genres erreiche jedoch durch die rituellen Atmosphäre eine eindrucksvolle Wirkung.

## Diskografie
- 2015: Thanatochromia (Album, Endless Winter)
- 2018: Khaogenesis (Album, Endless Winter)
- 2021: Phur g.Yang (Album, Solitude Productions)
- 2024: Live in 2.4 (Download-Live-Album, Selbstverlag)
- 2024: mDzod Rum (Album, Selbstverlag)